# Farinelli: ostatni kastrat
Farinelli: ostatni kastrat (wł. Farinelli: il castrato) – belgijsko-francusko-włosko-brytyjski dramat muzyczny z 1994 roku w reżyserii Gérarda Corbiau. Film opowiada o życiu i karierze włoskiego kastrata i śpiewaka operowego Farinellego. Zdjęcia kręcono m.in. w bawarskim Bayreuth i Erlangen.
Stefano Dionisi zagrał rolę Farinellego, jednak do uzyskania śpiewu kastrata wykorzystano głosy Ewy Małas-Godlewskiej (sopran) i Dereka Lee Ragina (kontratenor). Ich głosy zostały nagrane osobno, a następnie połączone cyfrowo.
W filmie wykorzystano utwory Riccardo Broschiego, Johanna Adolfa Hassego i Georga Friedricha Händla.

## Obsada
- Stefano Dionisi jako Farinelli / Carlo Broschi
- Enrico Lo Verso jako Riccardo Broschi
- Elsa Zylberstein jako Alexandra
- Caroline Cellier jako Margareth Hunter
- Marianne Basler jako Countess Mauer
- Jacques Boudet jako Filip V
- Pier Paolo Capponi jako Ojciec
- Omero Antonutti jako Porpora
- Jeroen Krabbé jako Georg Friedrich Händel
- Graham Valentine jako książę Walii
- Renaud du Peloux de Saint Romain jako Benedict

## Nagrody i nominacje
- Złoty Glob za najlepszy film nieanglojęzyczny
- Cezary:
  - najlepsza scenografia
  - najlepszy dźwięk

Obraz był nominowany do Oscara za najlepszy film nieanglojęzyczny oraz brał udział w konkursie głównym o nagrodę Kryształowego Globusa na MFF w Karlowych Warach.